# Sympetrum arenicolor
Sympetrum arenicolor är en trollsländeart som beskrevs av Jödicke 1994. Sympetrum arenicolor ingår i släktet ängstrollsländor, och familjen segeltrollsländor. IUCN kategoriserar arten globalt som livskraftig. Inga underarter finns listade i Catalogue of Life.

## Bildgalleri

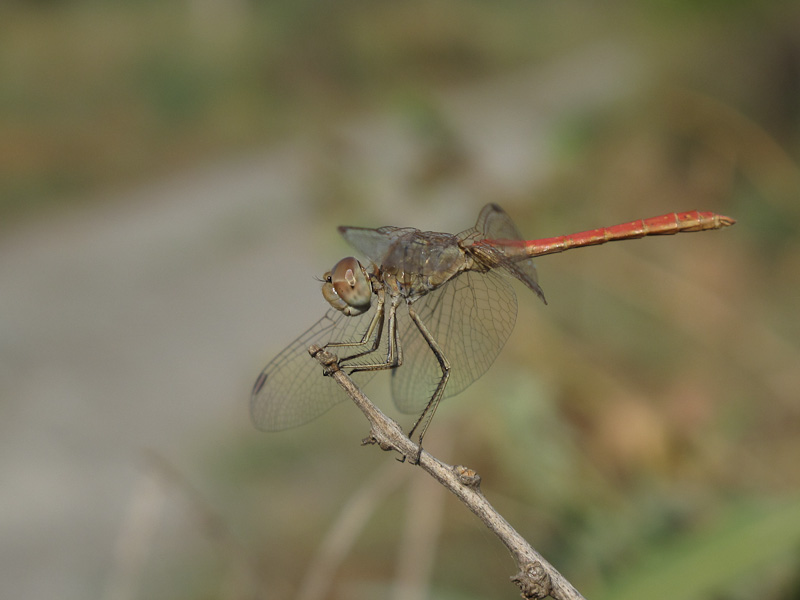